# Igor Pisarev
Igor Pisarev (n. 19 februarie 1931, Starița⁠(d), RSFS Rusă, URSS – d. 2001) a fost un canoist ce a reprezentat Uniunea Republicilor Sovietice Socialiste, medaliat olimpic. A participat la 3 ediții ale Jocurilor Olimpice (1956, 1960, 1964) în care a câștigat o medalie de argint.